# أنطونيو وايس
أنطونيو وايس (بالإنجليزية: Antonio Weiss)‏ هو شخصية أعمال أمريكي، ولد في 28 سبتمبر 1966.